# 탄종파가르

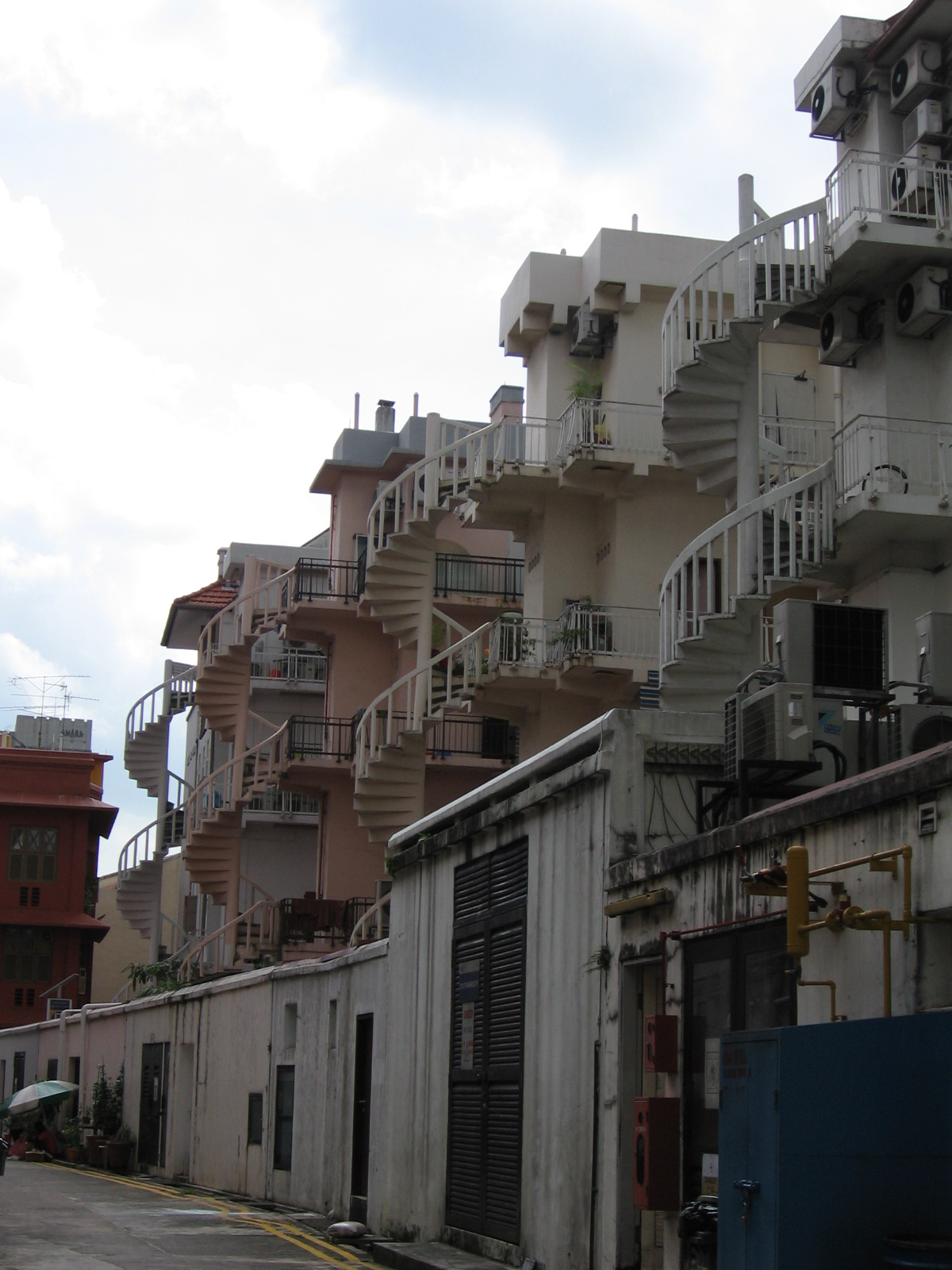
The characteristic spiral staircases at the back of shophouses in Tanjong Pagar.

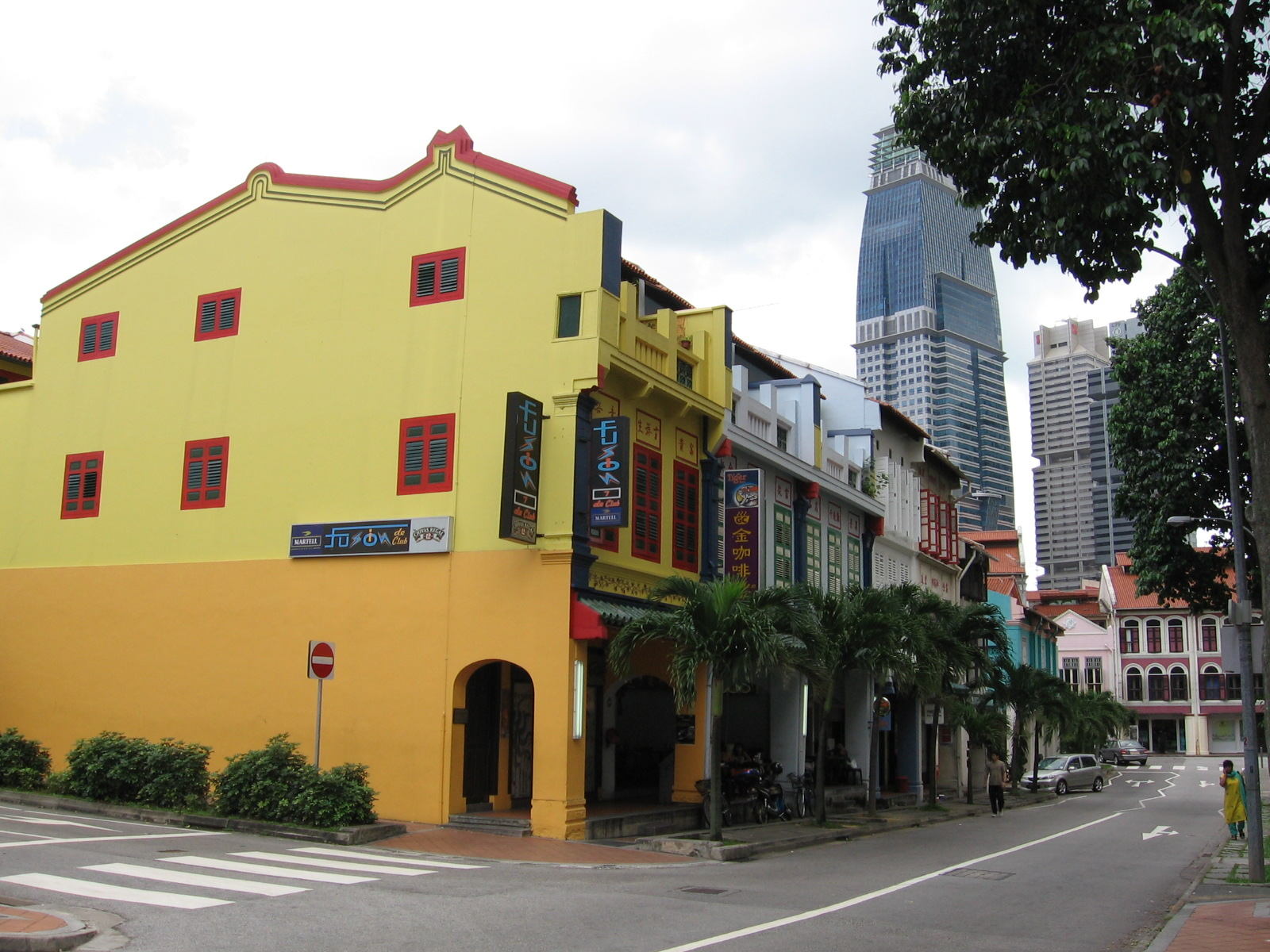
Craig Road is named after Captain J. Craig, a member of the Merchant Service Guild and an officer of the Zetland Lodge, a club.

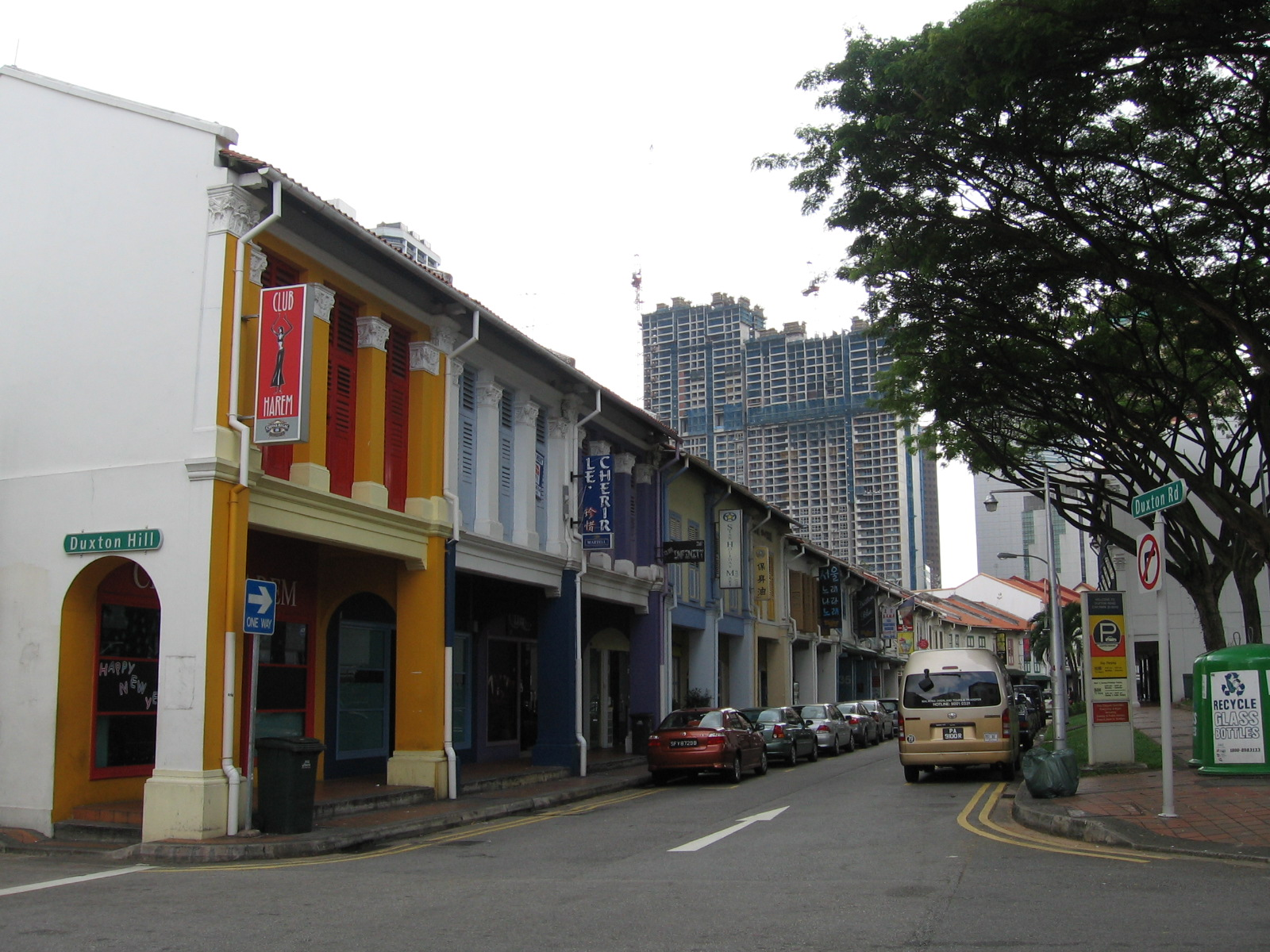
Duxton Hill was the site of a nutmeg plantation owned by Dr J.W. Montgomerie (1797–1856), who was an Assistant Surgeon in the service of the Government.

탄종파가르(Tanjong Pagar, Tanjung Pagar, 丹戎巴葛 Dānróng Bāgě)는 싱가포르의 역사 깊은 상업 중심지이다. 근처에 오트람(Outram), 다운타운(Downtown) 등과 함께 도시계획 지역에 있다. KTM 철도의 탄종파가르역이 있었으나, 2011년 6월 30일까지 운행되고 7월 1일부터 정지되었다.

## 유래

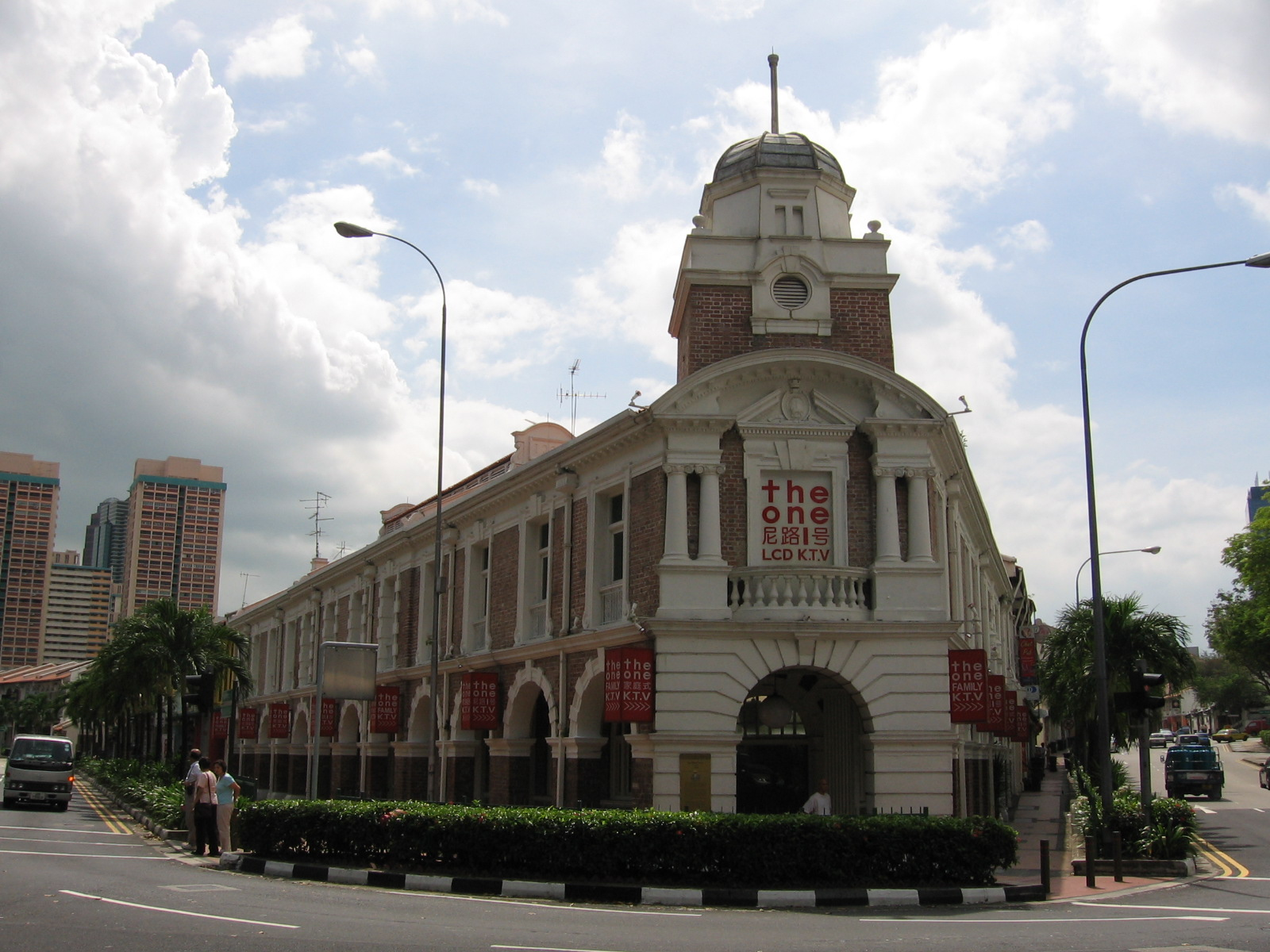
The Jinricksha Station is Singapore's last reminder of the once ubiquitous rickshaw.

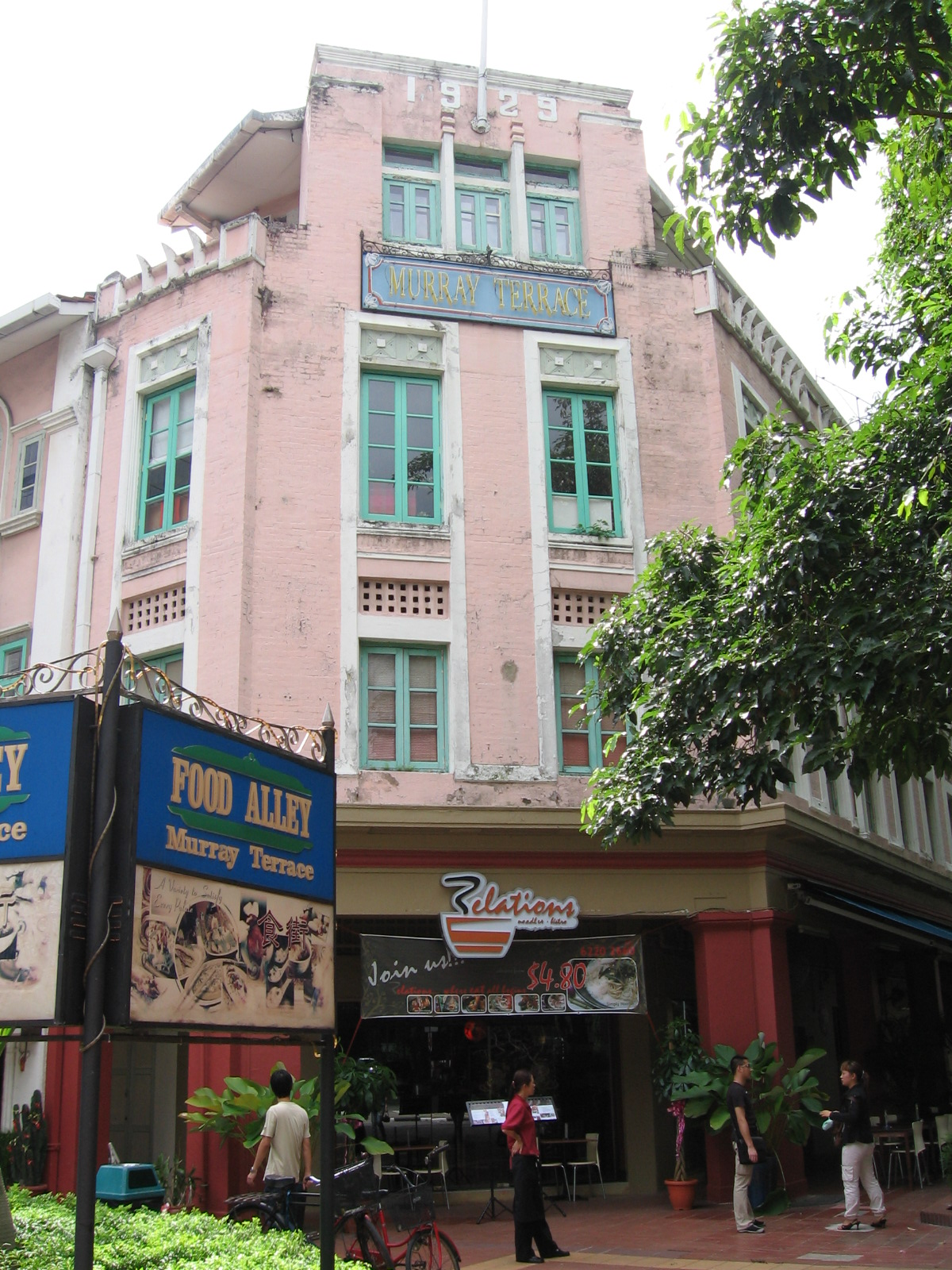
Murray Terrace is named after Colonel A. Murray, Colonial Engineer and Surveyor General of the Straits Settlements at the turn of the 20th century.

말레이어로 "말뚝(stake)의 곶과 만(Headlands and bays; cape)"을 의미한다. 과거 어촌의 이름이었다. 탄종파가르로(Tanjong Pagar Road)는 객가어 민난어로 탄죵파캇(tan jiong pa kat)으로 발음되기도 한다.

## 참고
- Victor R Savage, Brenda S A Yeoh (2003), Toponymics - A Study of Singapore Street Names, Eastern Universities Press, ISBN 981-210-205-1
- National Heritage Board (2002), Singapore's 100 Historic Places, Archipelago Press, ISBN 981-4068-23-3